# Castelmassa
Castelmassa (até 1928 denominado Massa Superiore) é uma comuna italiana da região do Vêneto, província de Rovigo, com cerca de 4.309 habitantes. Estende-se por uma área de 11 km², tendo uma densidade populacional de 392 hab/km². Faz fronteira com Calto, Castelnovo Bariano, Ceneselli, Felonica (MN), Sermide (MN).

## Demografia
| Variação demográfica do município entre 1861 e 2011                               |
|                                                                                   |
| Fonte: Istituto Nazionale di Statistica (ISTAT) - Elaboração gráfica da Wikipedia |